# Ascarídides
Els ascarídides (Ascaridida) són un ordre de nematodes que inclou diverses famílies de cucs paràsits amb tres «llavis» a l'extrem anterior. En un tractament taxonòmic alternatiu, els ascarídides es posen en l'infraordre Ascaridomorpha.
La majoria dels Ascaridida es pertanyen al subordre Ascaridina. Moltes espècies són paràsites dels humans i dels animals domèstics.

## Taxonomia
L'ordre Ascaridida inclou les següents famílies:
- Acanthocheilidae
- Anisakidae
- Ascarididae
- Ascaridiidae
- Atractidae
- Cosmocercidae
- Crossophoridae
- Cucullanidae
- Dioctophymatidae
- Goeziidae
- Heterakidae
- Heterocheilidae
- Kathlanidae
- Maupasinidae
- Oxyuridae
- Quimperiidae
- Rhigonematidae
- Schneidernematidae
- Seuratidae
- Soboliphymatidae
- Subuluridae
- Thelastomatidae
- Toxocaridae

Les principals de las famílies que causen malalties en humans són:
- Ascarididae. Inclou un dels paràsits més freqüents en humans, Ascaris lumbricoides, que provoca l'ascariasis, a més d'altres espècies d'interès sanitari i econòmic.
- Toxocaridae. Inclou paràsits de cànids, fèlids i ossos rentadors. Algunes espècies poden parasitar l'ésser humà accidentalment, essent la més freqüent Toxocara canis, paràsit del gos.
- Anisakidae. Les larves causen anisakiosi quan són ingerides pels humans, però no es reprodueixen excepte en els seus hostatgers definitius, generalment mamífers marins. L'home no és un hoste adequat per a aquests paràsits, per bé que alguns poden sobreviure en ell uns pocs dies o setmanes.